# Didangia
Didangiidae
Famille
Genre
Didangia est un genre de vers plats, le seul genre de la famille des Didangiidae. Cette famille appartient au sous-ordre des Acotylea de l'ordre des Polycladia.

## Systématique
Les noms valides complets (avec auteur) de ces taxons sont :
- pour la famille : Didangiidae Faubel, 1983[2]
- pour le genre : Didangia Faubel, 1983[2]

## Liste des espèces
Selon la base de données World Register of Marine Species (11 novembre 2023), le genre Didangia contient les espèces suivantes :
- Didangia carneyi Quiroga, Bolanos & Litvaitis, 2008
- Didangia mactanensis Faubel, 1983